# Episteme nigripennis
Episteme nigripennis is een vlinder uit de familie van de uilen (Noctuidae). De wetenschappelijke naam van de soort is, als Eusemia nigripennis, voor het eerst geldig gepubliceerd in 1875 door Butler.